# Nelson Sale Kilifa
Nelson Sale Kilifa (Honiara, 7 de outubro de 1986) é um futebolista salomonense que atua pela defesa. Atualmente joga pelo Amicale.

## Carreira internacional
Nelson fez sua estreia internacional em 12 de maio de 2004, na partida contra as Ilhas Cook válida pelas eliminatórias da Copa do Mundo FIFA de 2006, que terminou em vitória por 5 a 0.[carece de fontes?]

## Vida pessoal
Nelson possui um irmão mais velho, dito Batram Suri, que também foi jogador de futebol e jogou pela seleção nacional.